# Macleania bullata
Macleania bullata là một loài thực vật có hoa trong họ Thạch nam. Loài này được Yeo mô tả khoa học đầu tiên năm 1967.